# Marcela Cernadas

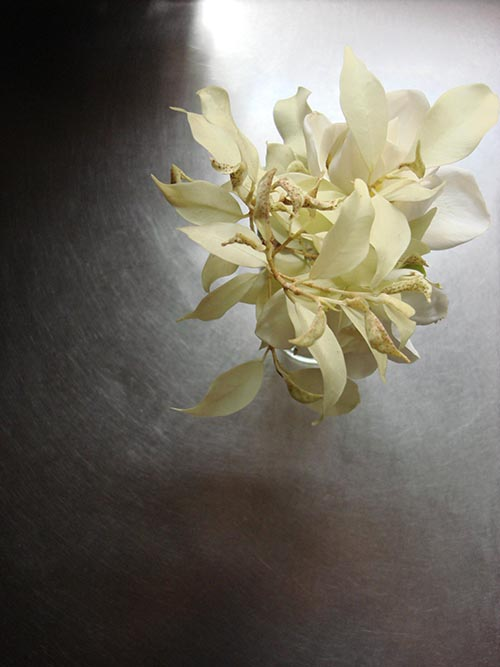
Marcela Cernadas. Still life on steel

Marcela Cernadas (Campana, Argentina; 31 de diciembre de 1967) es una artista visual argentina. Trabaja con el video, la fotografía, la instalación, la pintura, la escultura y la poesía. Protagonista en la escena contemporánea internacional participó con dos obras en la 50 Bienal de Venecia  y fue invitada a formar parte del I Festival Miradas de Mujeres en Madrid. Sus obras están presentes en colecciones públicas y privadas en Europa y Estados Unidos como la de Cisneros Fontanals Art Foundation en Miami y la del Museo Diocesano de Venecia entre otras.

## Obra
Sus reflexiones consideran al arte como una figura vital en sí misma y lo igualan en valor a las figuras vitales de la comida y la luz. 
La comida es el tema central de muchas de sus obras. El alimento y su manipulación; el banquete y su relación con el lujo; la nutrición y su indisoluble vínculo con lo esencial, lo ritual y lo vital, constituyen los sujetos de sus obras y una constelación de objetos presentes en sus investigaciones. Sus trabajos exploran la iconografía de la naturaleza muerta y muchos de ellos se idearon en las cocinas y en las carnicerías, en los espacios fronterizos de la estética, la cotidianidad y la antropología.
La luz es otro de los temas principales de su trabajo como sujeto y como materia que subraya los aspectos efímeros y esenciales de su obra. Fundamental en sus instalaciones urbanas y en sus videoproyecciones en diálogo con el espacio, es además un instrumento clave para el estudio de la transparencia y de la opacidad del vidrio de Murano, materia esta última, que también conforma una parte importante de sus trabajos escultóricos.
Para la autora, la obra de arte es la posibilidad de confrontarse con lo inefable en cada ocasión. Sus temas giran en torno a las grandes cuestiones de la existencia (la vida, la muerte y el amor) y han sido interpretados en numerosas claves, desde el convencimiento de que la obra de arte tiene que ser una invitación continua.

## Nota biográfica
Las influencias de los viajes, del poliglotismo y de su educación marcaron su pensamiento y su obra desde muy temprana edad. A finales de los años ochenta viaja a Paris para perfeccionar el estudio del francés y a Italia becada por el Ministerio de Asuntos Exteriores de Italia para estudiar el idioma italiano. A inicios de los noventa se radica en Venecia ciudad decisiva en su poética y en su carrera y comienza un ininterrumpido viajar y habitar cosmopolita en Italia, España, Estados Unidos y su país natal.  Recorre así los grandes museos del arte occidental, frecuenta los estudios de los artistas y conoce durante su formación de postgrado en Artes Visuales  en la Universidad IUAV de Venecia a sus profesores: el historiador del arte Pierre Rosenberg, los filósofos Franco Rella y Giorgio Agamben, los curadores Carlos Basualdo y Hans Ulrich Obrist. Es para este último que redacta su primera receta de Elixir incluida en los trabajos del Do It Seminar y en el Do It For/With Someone Else. Es en ese mismo contexto que conoce a los artistas Grazia Toderi con quien inicia la práctica del videoarte  y a Olafur Eliasson con quien filma y protagoniza Banquet una de sus primeras obras sobre el banquete en su propia casa veneciana.